# Strangalepta abbreviata
Espèce
Synonymes
- Anoplodera vittata (Swederus, 1781)[1]
- Leptura abbreviata Germar, 1824 nec Fabricius, 1775[1]
- Leptura nitidipennis Provancher, 1877[1]
- Leptura semivittata Kirby, 1837[1]
- Leptura vittata Swederus, 1781[1]
- Strangalepta vittata (Swederus, 1781)[1]

Strangalepta abbreviata est une espèce commune d’insectes coléoptères de la famille des Cérambycidés. Elle vit dans les forêts, les boisés et les lisières de l'Est de l'Amérique du Nord.

## Systématique
Pour Catalogue of Life, le genre Strangalepta ne contient que cette unique espèce, dès lors que le NCBI y ajoute également Strangalepta pubera (Say, 1826).

## Répartition
Strangalepta abbreviata se rencontre du Maine à l'Ontario, et du Maryland jusqu'en Illinois.

## Description
Strangalepta abbreviata peut atteindre de 10 jusqu'à 14 mm de long. Sa livrée est noir luisant, aux élytres ornés de bandes beiges. Des spécimens peuvent présenter une livrée entièrement noire. Son pronotum est presque sphérique, ne s'évasant pas au col apical. Ses élytres fermés forment un cône à base cunéiforme, et ornés de deux longues bandes beiges, échancrées au centre. Élytres et pronotum sont recouverts d'une fine pubescence. Son abdomen est orangeâtre, presque translucide et l'extrémité plus sombre, presque brun. Ses pattes sont longues et noir luisant.

## Cycles
L'adulte se rencontre entre les mois de mai et juillet.

## Liste des variétés
Selon BioLib (1 novembre 2020) :
- variété Strangalepta abbreviata var. gulosa (Kirby, 1837)
- variété Strangalepta abbreviata var. saratogensis (Rau, 1935)